# Chuck Campbell

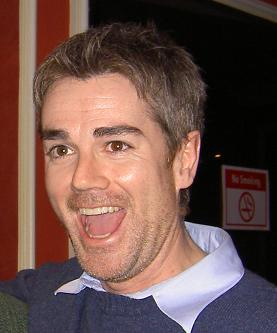
Chuck Campbell, 2007

Charles „Chuck“ Campbell (* 5. Januar 1969 in Halifax, Nova Scotia) ist ein kanadischer Schauspieler.

## Leben
Campbell schloss die Dalhousie University mit einem Bachelor of Arts ab und tourte anschließend mit einer Theatergruppe durch die Vereinigten Staaten und Kanada. Später zog er nach Toronto, um sich dort auf eine Film- und Fernsehkarriere zu konzentrieren, was ihm auch gelang. Zeitgleich erhielt er die Möglichkeit, sich in Werbung und Rundfunk einen Namen zu schaffen.
Mit seinem Umzug nach Vancouver erhielt er auch die Chance, in der Serie Stargate Atlantis zu spielen. Er begann als „Stand-in“ für diverse „Maincast-Schauspieler“, später spielte er die Rolle des Technikers Chuck.

## Filmografie
- 1993: Class of ’96 (Fernsehserie, Episode 1x02)
- 1993: Das Mädchen aus der Stadt (Road to Avonlea, Fernsehserie, Episode 4x05)
- 1993: Grusel, Grauen, Gänsehaut (Are You Afraid of the Dark?, Fernsehserie, Episode 2x06)
- 1995: Die Mächte des Wahnsinns (In the Mouth of Madness)
- 1998: My Dog Vincent
- 1999: Das einsame Genie (Genius, Fernsehfilm)
- 1999: Strange Justice (Fernsehfilm)
- 1999: Superstar – Trau’ Dich zu träumen (Superstar)
- 2000: Düstere Legenden 2 (Urban Legends: Final Cut)
- 2000: Vom Teufel besessen (Possessed, Fernsehfilm)
- 2000: Gnadenloses Duell (The Last Debate, Fernsehfilm)
- 2000: Phase IV
- 2000–2001: Mission Erde – Sie sind unter uns (Earth: Final Conflict, Fernsehserie, 2 Episoden)
- 2000–2002: Pelswick (Fernsehserie, 26 Episoden, Stimme)
- 2001: Zweimal im Leben (Twice in a Lifetime, Fernsehserie, Episode)
- 2001: Angel Eyes
- 2001: Jason X
- 2002: Just Cause (Fernsehserie, Episode 1x11)
- 2005–2009: Stargate Atlantis (Fernsehserie, 44 Episoden)
- 2006: Stargate – Kommando SG-1 (Stargate SG-1, Fernsehserie, Episode 10x03)
- 2007: Painkiller Jane (Fernsehserie, Episode 1x07)
- 2007: Meteor – Der Tod kommt vom Himmel (Anna’s Storm, Fernsehfilm)
- 2007–2009: Sanctuary – Wächter der Kreaturen (Sanctuary, Fernsehserie, 6 Episoden)